# Zoarchias
Zoarchias és un gènere de peixos de la família dels estiquèids i de l'ordre dels perciformes. que es troba al Pacífic nord-occidental: el Japó (com ara, les prefectures de Mie i Kanagawa), la península de Corea i les costes del mar Groc.

## Taxonomia
- Zoarchias glaber (Tanaka, 1908)[9]
- Zoarchias hosoyai (Kimura & Sato, 2007)[2]
- Zoarchias macrocephalus (Kimura & Sato, 2007)[2]
- Zoarchias major (Tomiyama, 1972)[10]
- Zoarchias microstomus (Kimura & Jiang, 1995)[11]
- Zoarchias neglectus (Tanaka, 1908)[12]
- Zoarchias uchidai (Matsubara, 1932)[13]
- Zoarchias veneficus (Jordan & Snyder, 1902)[14][15]

## Estat de conservació
Només Zoarchias neglectus apareix a la Llista Vermella de la UICN a causa de les amenaces associades al desenvolupament costaner, el trànsit d'embarcacions, les fuites d'oli dels vaixells, els dragatges i la contaminació de l'aigua.